# Liste der Biografien/Jab
Liste der Biografien |
Portal Biografien |
Personensuche
# |
A |
B |
C |
D |
E |
F |
G |
H |
I |
J |
K |
L |
M |
N |
O |
P |
Q |
R |
S |
T |
U |
V |
W |
X |
Y |
Z |
?
 
Ja |
Jb |
Jd |
Je |
Jh |
Ji |
Jj |
Jl |
Jn |
Jm |
Jo |
Jp |
Jr |
Js |
Jt |
Ju |
Jv |
Jw |
Jy
 
Jaa |
Jab |
Jac |
Jad |
Jae |
Jaf |
Jag |
Jah |
Jai |
Jaj |
Jak |
Jal |
Jam |
Jan |
Jao |
Jap |
Jaq |
Jar |
Jas |
Jat |
Jau |
Jav |
Jaw |
Jax |
Jay |
Jaz
Die Liste der Biografien führt alle Personen auf, die in der deutschsprachigen Wikipedia einen Artikel haben. Dieses ist eine Teilliste mit 142 Einträgen von Personen, deren Namen mit den Buchstaben „Jab“ beginnt.

## Jab
- Jab-Alaha I. († 420), Patriarch der Kirche des Ostens

### Jaba
- Jabach, Eberhard (1618–1695), deutscher Finanzmann und Unternehmer
- Jabach, Johann Engelbert von (1697–1747), Priester und Domherr in Köln
- Jabado, Nada, libanesisch-kanadische Ärztin und Wissenschaftlerin
- Jabalé, John Mark (1933–2025), walisischer römisch-katholischer Ordensgeistlicher, Bischof von Menevia
- Jabali, Roberto (* 1970), brasilianischer Tennisspieler
- Jaballah, Faicel (* 1988), tunesischer Judoka
- Jabang, Juka, gambische Verwaltungswissenschaftlerin, Managerin und Schriftstellerin
- Jabang, Lamin Kitty (* 1942), gambischer Pädagoge und Politiker
- Jabara, Paul (1948–1992), US-amerikanischer Schauspieler, Sänger, Songwriter und Komponist
- Jabareen, Yousef (* 1972), israelischer Politiker
- Jabares-Pita, Ana Inés (* 1987), spanische Designerin in den Bereichen Oper, Ballett, Theater, Film, Konzert und Ausstellung
- Jabarin, Shawan (* 1960), palästinensischer Menschenrechtler
- Jabarin, Shredy (* 1981), israelischer Schauspieler, Regisseur, Drehbuchautor, Produzent, Filmemacher und Fotograf
- Jabarine, Alena (* 1985), deutsch-palästinensische JournalistinAlena Jabarine (* 1985)

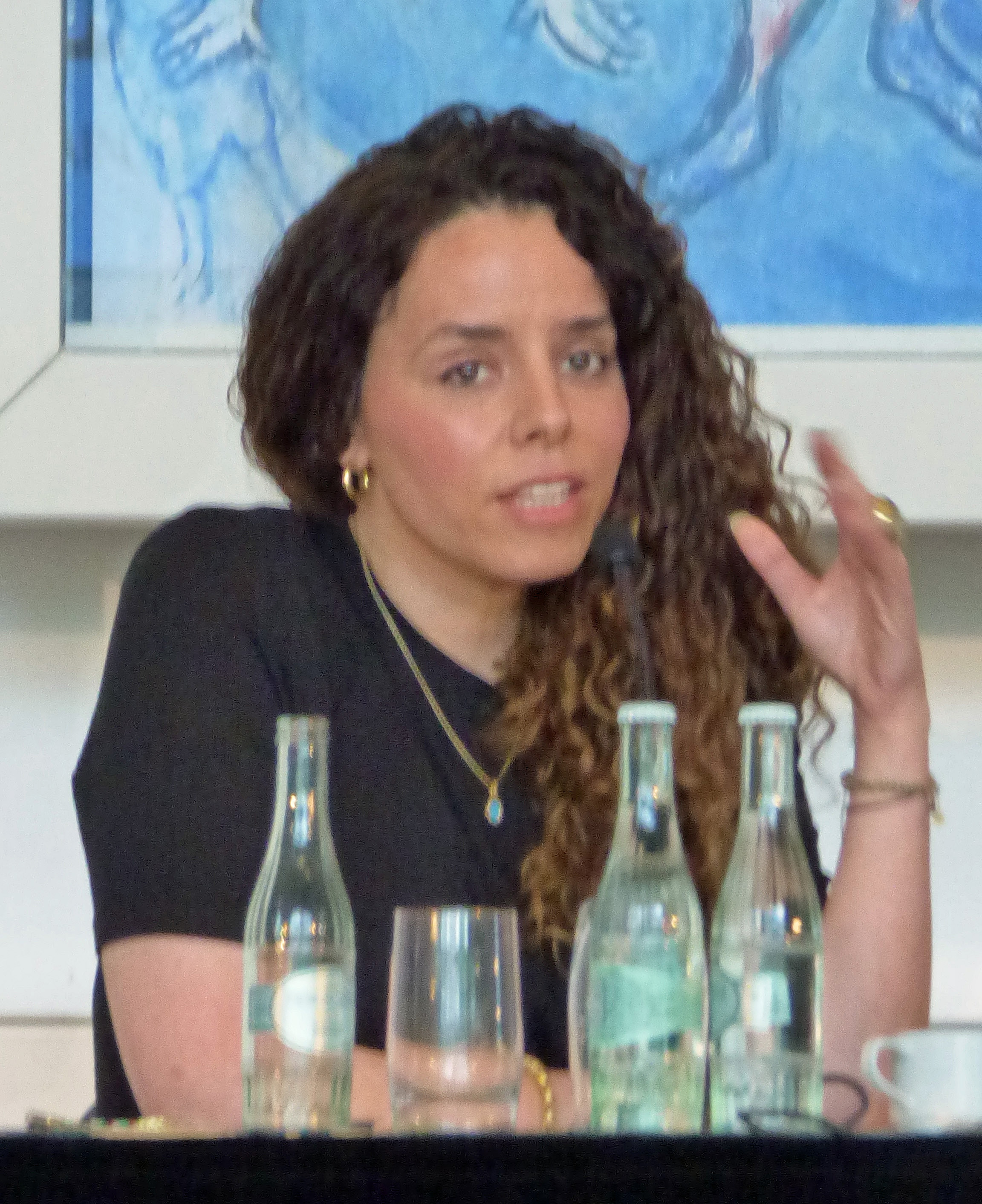
Alena Jabarine (* 1985)

- Jabarti, Somayya, saudische Journalistin
- Jabateh, Candy Veronica (* 1997), norwegische Handballspielerin
- Jabavu, Davidson Don Tengo (1885–1959), südafrikanischer Politiker und Hochschullehrer
- Jabavu, John Tengo (1859–1921), südafrikanischer Politiker und Publizist

### Jabb
- Jabbar, Abdul Jalilul († 1660), Sultan von Brunei
- Jabbar, M. Abdul (1932–2020), bangladeschischer Politiker und Kriegsverbrecher
- Jabbar, Shamsud-Din Bahar (1982–2025), Terrorist
- Jabbari, Ardalan (* 1984), österreichischer Bariton mit iranischen Wurzeln
- Jabbari, Reyhaneh (1987–2014), iranische Studentin und Justizopfer
- Jabbi, Lamin, gambischer Jurist und Politiker
- Jabbie, Khalifa (* 1993), sierra-leonischer Fußballspieler
- Jabborov, Anvar (* 1963), usbekischer Fußball-Nationaltorwart
- Jabbour, Brahim (* 1970), marokkanischer Mittelstreckenläufer

### Jabe
- Jaber, Abu Bakr Yunis (1952–2011), libyscher Brigadegeneral
- Jaber, Hessa al- (* 1959), katarische Ingenieurin, IKT-Spezialistin und Politikerin
- Jaber, Karem (* 2000), israelischer Fußballspieler
- Jaber, Mashael Al (* 1986), saudi-arabische Managerin
- Jaber, Mohamed Bin Issa Al (* 1959), saudisch-österreichischer Unternehmer
- Jaber, Mohammed Al- (* 1970), saudischer Diplomat
- Jaber, Sultan Ahmed Al (* 1973), Minister für Industrie und Fortschrittstechnologien der VAE
- Jaberg, Ernst (1917–1998), Schweizer Jurist und Politiker (SVP)
- Jaberg, Karl (1877–1958), Schweizer Romanist, Sprachwissenschaftler und Dialektologe
- Jaberg, Sabine (* 1965), deutsche Politologin
- Jaberi, Selwan Al (* 1991), schwedisch-irakischer Fußballspieler
- Jabès, Edmond (1912–1991), französischer Schriftsteller und Dichter
- Jabeur, Ons (* 1994), tunesische TennisspielerinOns Jabeur (* 1994)

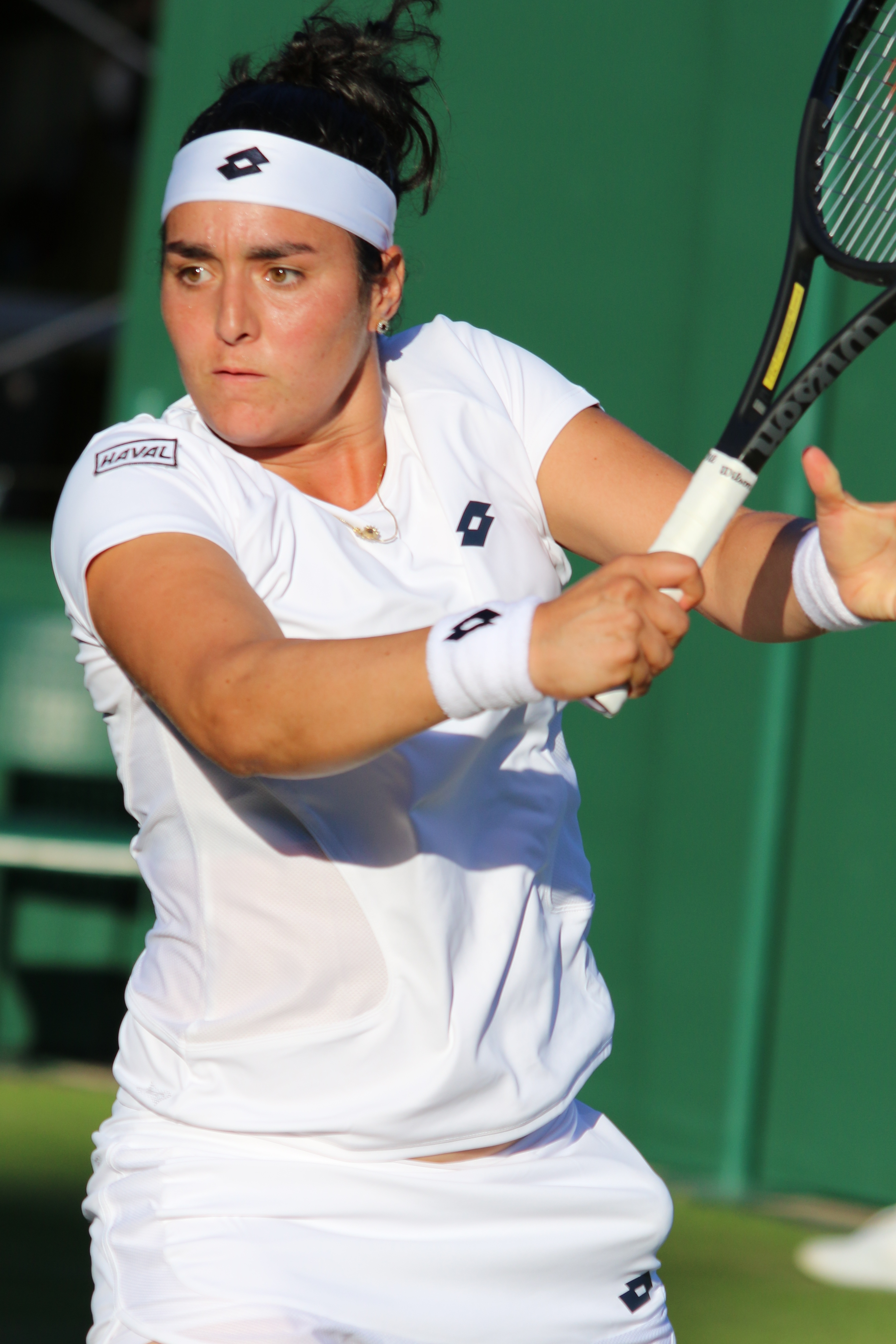
Ons Jabeur (* 1994)

### Jabi
- Jabi, Daouda (* 1981), guineischer Fußballspieler
- Jabilinze, Siegfried von, Graf von Jabilinze
- Jabin, biblischer König von Hazor
- Jabin, Georg (1828–1864), deutscher Landschaftsmaler
- Jabin, Steffen (* 1982), deutscher Sommerbiathlet
- Jabir, Malik (* 1944), ghanaischer Fußballspieler und -trainer
- Jabiri, Adam (* 1984), deutsch-spanischer Fußballspieler

### Jabl
- Jablanović, Tomislav (1921–1986), jugoslawischer Geistlicher, Weihbischof in Vrhbosna
- Jabłczyńska, Joanna (* 1985), polnische Schauspielerin, Synchronsprecherin, Sängerin und Moderatorin
- Jabłczyński, Kazimierz (1869–1944), polnischer Chemiker
- Jablinski, Anke (* 1962), deutsche Schriftstellerin, Künstlerin und Shirt-Designerin
- Jabłkowski, Piotr (* 1958), polnischer Degenfechter
- Jablokow, Alexei Wladimirowitsch (1933–2017), russischer Biologe und Umweltpolitiker
- Jablokow, Nikolai, sowjetischer Skispringer
- Jablokow, Nikolai Pawlowitsch (1925–2021), russischer Rechtsanwalt und Wissenschaftler
- Jablon, Robert (1909–2008), deutsch-französischer Jurist
- Jabloner, Clemens (* 1948), österreichischer Höchstrichter und HochschullehrerClemens Jabloner (* 1948)

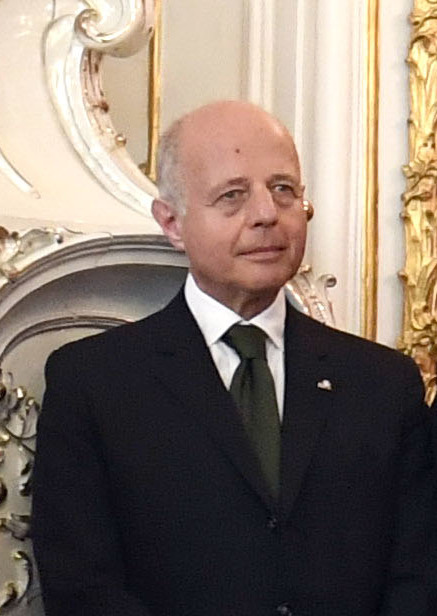
Clemens Jabloner (* 1948)

- Jabłonka, Aleksandra (* 1988), polnische Popsängerin
- Jablonka, Christoph (* 1956), deutscher Schauspieler und Synchronsprecher
- Jablonka, Eva (* 1952), israelische Biologin, Genetikerin und Evolutionstheoretikerin
- Jablonka, Peter (1961–2019), österreichischer Prähistoriker
- Jablonka, Rafael (* 1952), deutscher Kunsthändler, Galerist und Kurator
- Jablonovská, Jana (* 1996), slowakische Tennisspielerin
- Jabłonowska, Anna (1728–1800), polnisch-litauische Fürstin, Agrarreformerin
- Jablonowski, Horst (1914–1970), deutscher Historiker und Hochschullehrer
- Jablonowski, Horst (* 1934), deutscher Fußballspieler
- Jabłonowski, Jan Stanisław (1669–1731), polnischer Politiker und Schriftsteller des Barocks
- Jabłonowski, Józef Aleksander (1711–1777), polnischer Magnat, Gelehrter und Mäzen
- Jabłońska, Bernardyna Maria (1878–1940), polnische römisch-katholische Ordensfrau und Ordensgründerin, Selige
- Jabłońska, Stefania (1920–2017), polnische Medizinerin
- Jablonska, Tetjana (1917–2005), ukrainische Kunstmalerin
- Jablonskaja, Anna (1981–2011), ukrainische Schriftstellerin
- Jablonskas, Elanas (* 1980), litauischer Jurist, Politiker und stellvertretender Justizminister
- Jabłoński, Aleksander (1898–1980), polnischer Physiker und Hochschullehrer
- Jablonski, Bernhard (1924–2023), deutscher Formgestalter, Bildhauer, Fotograf und Hochschullehrer
- Jablonski, Constance (* 1991), französisches Model
- Jablonski, Daniel Ernst (1660–1741), deutscher Prediger
- Jabłoński, Dariusz (* 1973), polnischer Ringer
- Jablonski, David (* 1953), US-amerikanischer Paläontologe
- Jablonski, Frank (* 1974), deutscher Politiker (Bündnis 90/Die Grünen), MdL
- Jablonski, Günter (* 1944), deutscher Mörder und ehemaliger Angehöriger der DDR-Grenztruppen
- Jabłoński, Henryk (1909–2003), polnischer kommunistischer Politiker, Mitglied des Sejm
- Jabłoński, Henryk Hubertus (1915–1989), polnischer Komponist und Musikpädagoge
- Jablonski, Jacquelyn (* 1991), US-amerikanisches Model
- Jablonski, Jauhen (* 1995), belarussischer Fußballspieler
- Jablonski, Johann Theodor (1654–1731), deutscher Pädagoge und Lexikograf
- Jablonski, John-Victor de (1913–1990), deutscher Maler
- Jabłoński, Karol (* 1962), deutsch-polnischer Segelsportler
- Jablonski, Klaus-Werner (* 1959), deutscher Kommunalpolitiker (CDU), Bürgermeister von Troisdorf
- Jablonski, Kurt (* 1931), deutscher Eishockeyspieler
- Jablonski, Marek (1939–1999), kanadischer Pianist und Musikpädagoge
- Jablonski, Mark (* 1971), deutscher Eishockeyspieler
- Jablonski, Marlene (* 1978), deutsche Schriftstellerin
- Jablonski, Nina (* 1953), US-amerikanische Paläoanthropologin
- Jablonski, Paul Ernst (1693–1757), deutscher reformierter Theologe und Orientalist
- Jablonski, Peter (* 1971), polnisch-schwedischer Pianist
- Jabłoński, Roman (* 1945), polnischer Cellist und Musikpädagoge
- Jablonski, Sergei Wsewolodowitsch (1924–1998), sowjetisch-russischer Mathematiker, Kybernetiker und Hochschullehrer
- Jablonski, Sven (* 1990), deutscher Fußballschiedsrichter
- Jabłoński, Tomasz (* 1988), polnischer Boxer
- Jablonski, Wanda (1920–1992), US-amerikanische Fachjournalistin in der Erdölindustrie
- Jablonski, Werner (* 1938), deutscher Fußballspieler
- Jablonski, Wsewolod Sergejewitsch (1901–1963), sowjetischer Hydromechaniker und Hochschullehrer
- Jablonskis, Jonas (1860–1930), litauischer Sprachwissenschaftler
- Jablonský, Boleslav (1813–1881), tschechischer Prämonstratenser-Propst und Dichter
- Jablonsky, Bruno (1892–1978), deutscher Luftfahrtpionier, Erfinder und Unternehmer
- Jablonsky, Carl Gustav (1756–1787), deutscher Naturforscher, Entomologe und Illustrator
- Jablonsky, Harvey (1909–1989), US-amerikanischer Offizier, Generalmajor der US-Army
- Jablonsky, Hilla (1922–2019), deutsche Malerin, Zeichnerin und Lyrikerin
- Jablonsky, Steve (* 1970), US-amerikanischer Filmkomponist
- Jablonský, Tomáš (* 1987), tschechischer Fußballspieler
- Jablotschkin, Waleri (* 1973), kasachischer Fußballspieler
- Jablotschkina, Alexandra Alexandrowna (1866–1964), bedeutende russische Schauspielerin am Moskauer Maly-Theater
- Jablotschkow, Pawel Nikolajewitsch (1847–1894), russischer Ingenieur und Erfinder
- Jablow, Michael, US-amerikanischer Filmeditor
- Jablukov, Georg (* 1972), deutscher Eishockeyschiedsrichter
- Jablunowskyj, Anatolij (* 1949), ukrainischer Radsportler

### Jabo
- Jabor, Josef (* 1897), tschechoslowakischer Steuermann im Rudern
- Jabornegg, Peter (* 1948), österreichischer Jurist und Hochschullehrer
- Jaborníková, Veronika (* 2001), tschechische Bahnradsportlerin
- Jabotinsky, Eri (1910–1969), israelischer Zionist und Politiker
- Jabotinsky, Wladimir Zeev (1880–1940), russischer Zionist und SchriftstellerWladimir Zeev Jabotinsky (1880–1940)

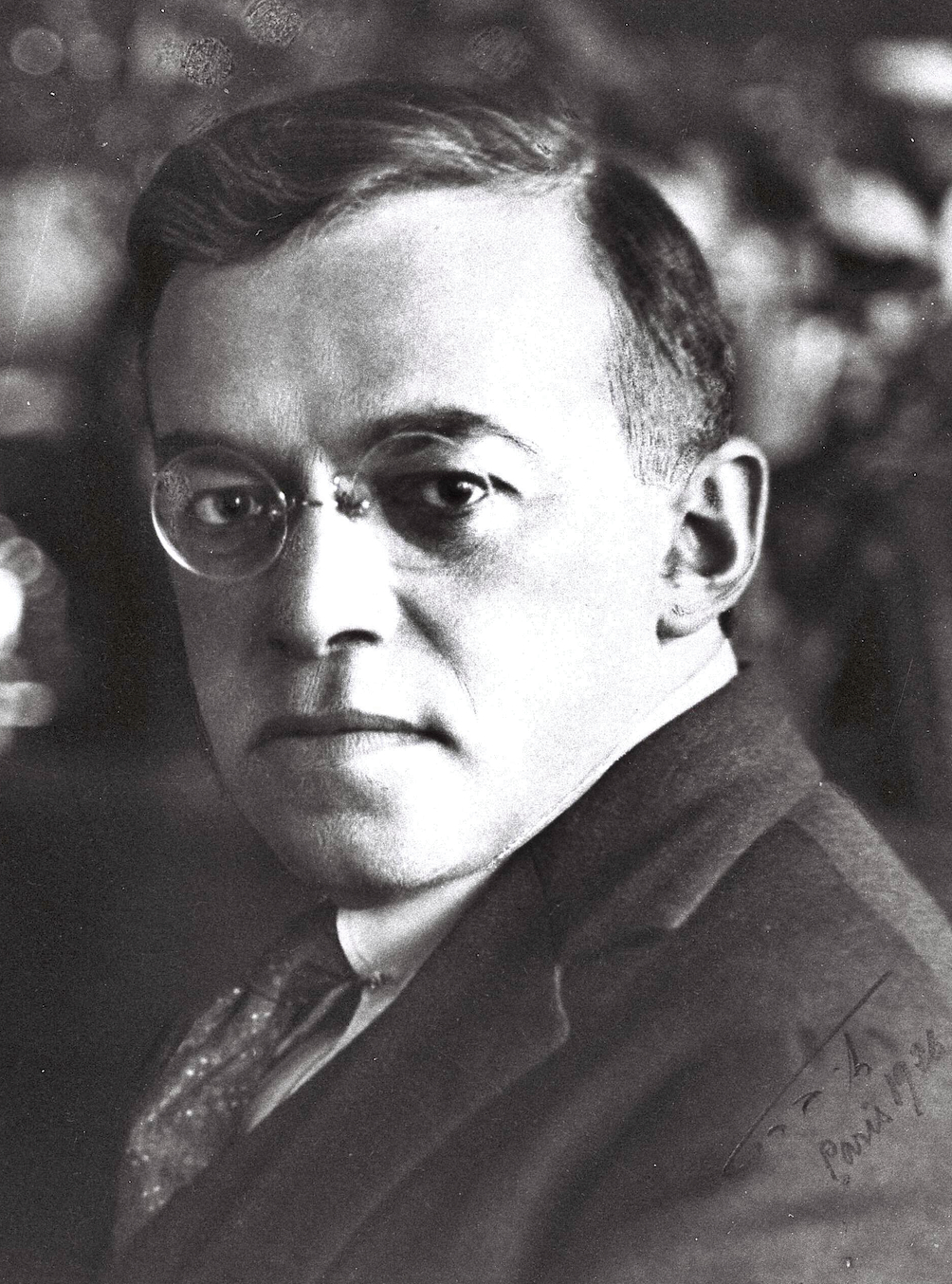
Wladimir Zeev Jabotinsky (1880–1940)

- Jabouille, Jean-Pierre (1942–2023), französischer Automobilrennfahrer
- Jabouille, Pierre (1875–1947), französischer Ornithologe, Kolonialverwalter in Indochina
- Jabouin, Bernard (1810–1889), französischer Bildhauer, Mosaizist und Kunstgewerbler

### Jabr
- Jabrane, Yahya (* 1991), marokkanischer Fußballspieler
- Jabri, Bana (* 1961), französische Gastroenterologin und Immunologin
- Jabri, Farhad al- (* 1984), omanischer Sprinter
- Jabri, Juma al (* 1985), omanischer Sprinter
- Jabri, Nora Foss Al- (* 1996), norwegische Sängerin
- Jabri, Zaid (* 1975), syrischer, polnischer Komponist

### Jabs
- Jabs, Hans-Joachim (1917–2003), deutscher Offizier, Flieger der Luftwaffe im Zweiten Weltkrieg
- Jabs, Matthias (* 1955), deutscher Gitarrist und Mitglied der Band ScorpionsMatthias Jabs (* 1955)

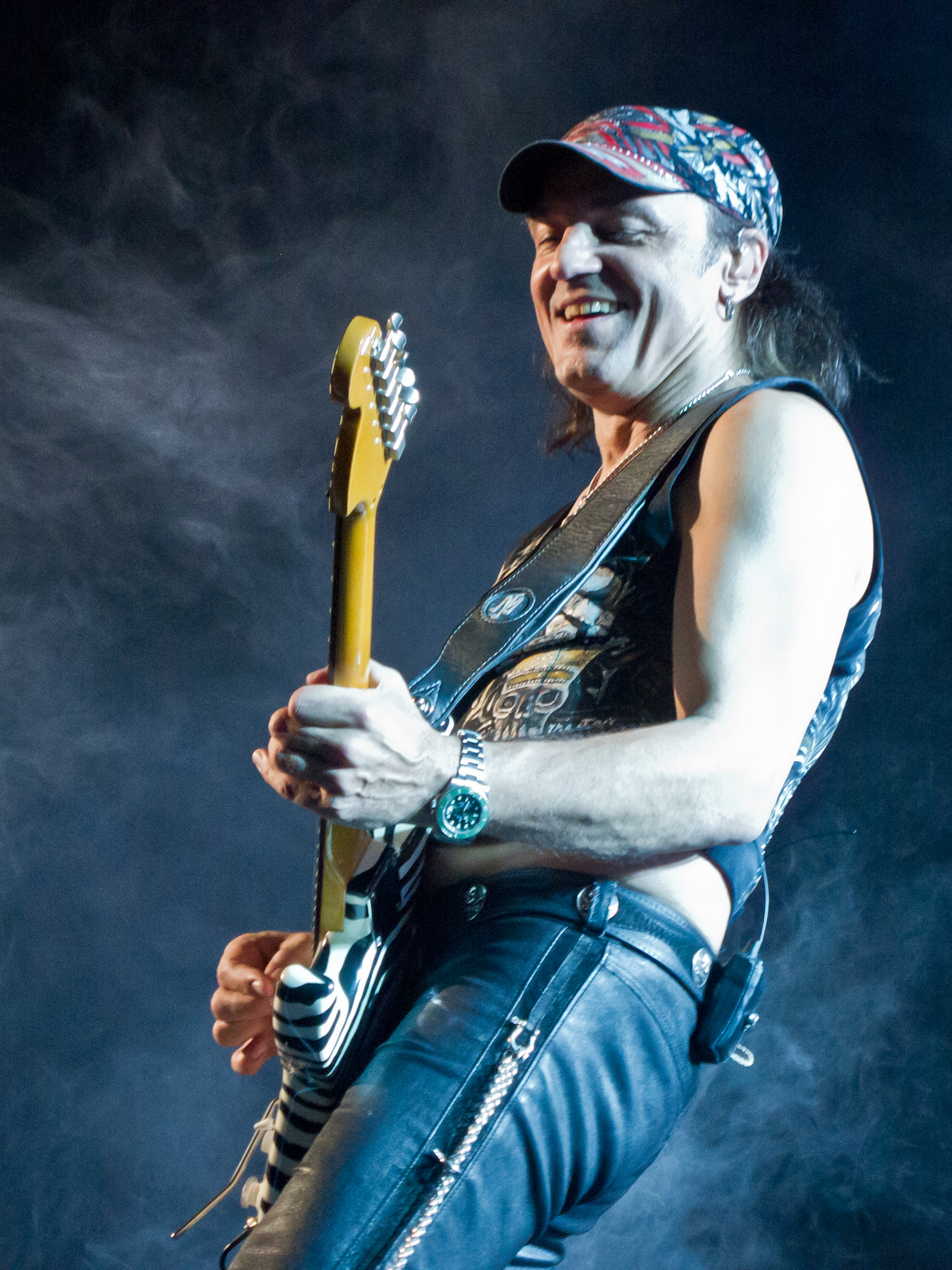
Matthias Jabs (* 1955)

- Jabs, Waldemar (1877–1943), deutscher Maskenbildner

### Jabu
- Jaburek, Dorothea (* 1979), österreichische Jazzmusikerin (Gesang, Komposition, Liedtexte)
- Jaburek, Franz (1911–1945), österreichischer Fußballspieler
- Jaburek, Gerd (* 1977), österreichischer Opernsänger (Tenor)
- Jaburg, Addig (1819–1875), deutscher Porträtmaler
- Jaburg, Oltmann (1830–1908), deutscher Marinemaler und Fotograf
- Jabůrková, Jožka (1896–1942), tschechische Journalistin und antifaschistische Widerstandskämpferin

### Jaby
- Jaby, Naël (* 2001), französischer Fußballspieler